# Bertrand Meigh Peek
Bertrand Meigh Peek (1891– 1965) fue un astrónomo británico, ligado a la Asociación Astronómica Británica.

## Semblanza
Peek utilizó un observatorio situado en Solihull, Birmingham, Inglaterra, desde 1923 hasta 1947 para hacer una serie de observaciones (con notas publicadas en los Avisos Mensuales de la Sociedad Astronómica Real). El observatorio se desmanteló en 1947. Entre los objetivos de sus observaciones figuró el planeta Júpiter. Dirigió la Sección de Marte de la Asociación Astronómica Británica (1930-1931), de la Sección de Saturno (1934-1935); y de la Sección de Júpiter (1934-1949). También fue presidente de la BAA desde 1938 hasta 1940.
De 1946 hasta 1955 enseñó en la Escuela Simon Langton de Gramática para Chicos, de Canterbury, donde dirigió la Sociedad Astronómica local. Se retiró debido a sus problemas de salud y falleció en 1965.
En 1958 publicó The Planet Jupiter, un tratado sobre el planeta gigante basado en observaciones visuales del planeta realizadas por la Sección de Júpiter del BAA (una versión revisada de este libro se publicó en 1981).
Basado en las notas proporcionadas por su hijo Brian al BAA, se sabe que Bertrand Peek:
- Ganó en tres ocasiones premios de matemáticas de Cambridge;
- Fue campeón de tenis en Cambridge;
- Formó parte del equipo británico de ajedrez en un enfrentamiento con el equipo soviético;
- Sirvió como Comandante en el Regimiento de Hampshire durante la Primera Guerra Mundial;
- Era aficionado a navegar a vela;
- Compuso música;
- Era experto en la primera tecnología radiofónica.

## Eponimia
- El cráter lunar Peek lleva este nombre en su memoria.[3]